# Chinaia lepida
Chinaia lepida är en insektsart som beskrevs av Kramer 1958. Chinaia lepida ingår i släktet Chinaia och familjen dvärgstritar. Inga underarter finns listade i Catalogue of Life.